# リック・フレアー
リック・フレアー（Ric Flair、本名：Richard Morgan Fliehr、1949年2月25日 - ）は、アメリカ合衆国の元プロレスラー。テネシー州メンフィス出身。ニックネームはネイチャー・ボーイ（Nature Boy）、略して「ネイチ」と愛称で呼ばれることもある。
その試合巧者ぶりから「業界一卑劣な男（Dirtiest Player in the Game）」の異名を取った。日本でのニックネームは「狂乱の貴公子」。息子のデビッド・フレアーとリード・フレアー、娘のアシュリー・フレアーもプロレスラー。

## 人物
NWA、WCW、WWEの世界ヘビー級王座のベルトを巻き、16回の世界王者（16-time World Champion）とも呼ばれる。
歴代のNWA王者がそうであったように、正攻法で攻めるよりもずるがしこい戦法を得意とした。これは元々NWA王者が巡業の行く先々で地元の英雄を相手にする必要があったところから生じたものであり、対戦相手を引き立てつつ、数々のムーブ（試合中の動作）で観客を沸かせる術に長け、「箒相手でもプロレスができる」と形容された。跪いて相手に許しを乞う、攻撃を受けてフラフラ歩いてから前方に倒れる、コーナーポストに登って相手にデッドリー・ドライブで投げられる、などのムーブは大きな見せ場となった。そのスタイルは数々のレスラーに賞賛され、武藤敬司は「自身のプロレスのベース」と語っている。
なお、彼の地髪は元々赤っぽいブラウンで、ブロンドヘアーは貴公子ムードを出すためと、ラフファイトの際に流血が映えるよう、自ら染めたものである。

## 来歴

### 初期
1950年に発覚して全米を騒がせた、ジョージア・タン（Georgia Tann）がテネシー児童福祉協会 (Tennessee Children's Home Society) で行っていたとされる養子縁組用の乳幼児売買事件の被害者の1人。生後1か月ほどで当時デトロイトで産婦人科医を開業していた養父母の元に引き取られ、ミネソタ州ミネアポリス郊外で少年時代を過ごす。
少年時代からプロレスファンで、地元ミネアポリスを拠点とするAWAの試合に夢中になり、特にクラッシャー・リソワスキーが好きだったと語っている。学生時代はレスリングおよびアメリカンフットボールの選手であった。ミネソタ大学を退学後、保険外交員の職に就いていたが、AWAの総帥バーン・ガニアのレスリング・キャンプに参加してプロレスラーとなるための訓練を受ける。このキャンプの同期にはケン・パテラ、コシロ・バジリ、グレッグ・ガニア、ジム・ブランゼルらがいる。1972年12月10日、ウィスコンシン州ライスレイクにおけるAWAの興行にてデビュー戦を行った。

### NWA
1974年、ジム・クロケット・ジュニアが運営するNWAミッドアトランティック地区（本拠地はノースカロライナ州シャーロット）に活動の場を移す。金髪ヒールの先達であるベテランのリップ・ホークのパートナーに起用され、同年7月4日にミッドアトランティック・タッグ王座を獲得、プロ入りして初のタイトル戴冠を果たした。1975年2月8日にはポール・ジョーンズからミッドアトランティックTV王座を奪取、シングルタイトルを初めて獲得している。同年下期からは、AWA時代の先輩でもあるワフー・マクダニエルとミッドアトランティック・ヘビー級王座を争った。
1975年10月4日、セスナ機の事故に遭い背骨を骨折、医師から引退勧告を受けるも奇跡的にレスラーとして復帰した。復帰後の1976年12月26日にはグレッグ・バレンタインと組んでミッドアトランティック版のNWA世界タッグ王座を奪取。以降もミッドアトランティックを主戦場として、マクダニエル、バレンタイン、ブラックジャック・マリガン、ジミー・スヌーカ、リッキー・スティムボート、そして生涯のライバルにして親友でもあるロディ・パイパーらを抗争相手に、USヘビー級王座をはじめ同地区認定のタイトルを立て続けに獲得。ネイチャー・ボーイ（Nature Boy）の異名が定着したのも、このミッドアトランティック時代である。

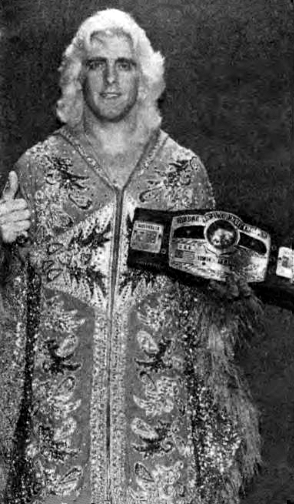
NWA世界ヘビー級王者時代（1982年）

1981年9月17日、ダスティ・ローデスを下してNWA世界ヘビー級王座に初戴冠。1982年7月4日にはアトランタのオムニ・コロシアムにおいて、ボブ・バックランドが保持していたWWFヘビー級王座とのダブルタイトルマッチも行われた。ハーリー・レイスに敗れて世界王座から一時陥落していた1983年7月15日には、セントルイスのキール・オーディトリアムにてデビッド・フォン・エリックを破りNWAミズーリ・ヘビー級王座も獲得している（ミズーリ王座は9月16日にデビッドに明け渡すも、11月24日にレイスから世界王座を奪回）。NWA世界ヘビー級王者としては、前王者のローデスやレイスをはじめ、ドリー・ファンク・ジュニア、ジャック・ブリスコ、アンドレ・ザ・ジャイアント、ブルーザー・ブロディ、テッド・デビアス、ポール・オーンドーフ、ジェリー・ローラー、ケリー・フォン・エリック、スタン・ハンセン、マスクド・スーパースター、サージェント・スローター、バリー・ウインダム、マグナムTA、ニキタ・コロフ、テリー・ゴディなど数々の強豪を挑戦者に迎えて各地で防衛戦を行い、同王座を通算8回（7〜10回と諸説有）獲得して一時代を築いた。
1985年には、ナショナル・タッグ王者のオレイ・アンダーソン&アーン・アンダーソン、USヘビー級王者のタリー・ブランチャード、およびマネージャーのJ・J・ディロンと共に、フォー・ホースメンを結成。メンバー全員がチャンピオンというユニットのリーダーとなって "女たちの唇を奪い、リムジンを乗り回し、ジェット機で飛び回る" スリック・リック（Slick Ric）のキャラクターを公私にわたり確立した。
テッド・ターナーがクロケットからミッドアトランティック地区を買収し、NWAからWCWへの移行期となる1980年代末から1990年代初頭にかけては、宿敵スティムボートやテリー・ファンク、そして次代の新しいスターとして台頭してきたスティング、グレート・ムタ、レックス・ルガーらと抗争を展開。NWA時代と同様にストーリーラインの中心となって初期WCWを支えた。

### WWF
1991年9月、ジム・ハード副社長との確執からWCWを離脱、WWFへ電撃移籍した。WCW首脳部にとってはフレアーは「すでに全盛期の過ぎた時代遅れの選手」でしかなく、ハードからは思い付きで「古代の剣闘士」スパルタカスなるキャラクターにギミック変更を要求されるなどの扱いを受けていた。離脱前の一時期にトレードマークだったロングヘアーが短くカットされていたのは、このギミックチェンジ命令を完全には拒否することができずに妥協したためである。
トップヒールとして迎えられたWWFでは「真の世界王者」を自称してボビー・ヒーナンやカート・ヘニングと結託。かつての宿敵で親友でもあったロディ・パイパーとの抗争を経て、ハルク・ホーガンとの頂上対決が組まれた。ニューヨークのマディソン・スクエア・ガーデンでは、1991年11月30日と12月29日の定期戦においてホーガンのWWF世界ヘビー級王座に連続挑戦。1992年1月19日にはロイヤルランブル'92で優勝を果たし、この試合に懸けられていたWWF世界ヘビー級王座を獲得した。
以降、パイパーやホーガンを挑戦者に迎えて防衛戦を行い、同年4月5日のレッスルマニア8でランディ・サベージに敗れるまで戴冠した。9月1日のTVショーでタイトル奪回に成功するが、アルティメット・ウォリアーとの試合で三半規管を損傷。欠場の必要に迫られ、10月12日にブレット・ハートに王座を明け渡した。

### WCW

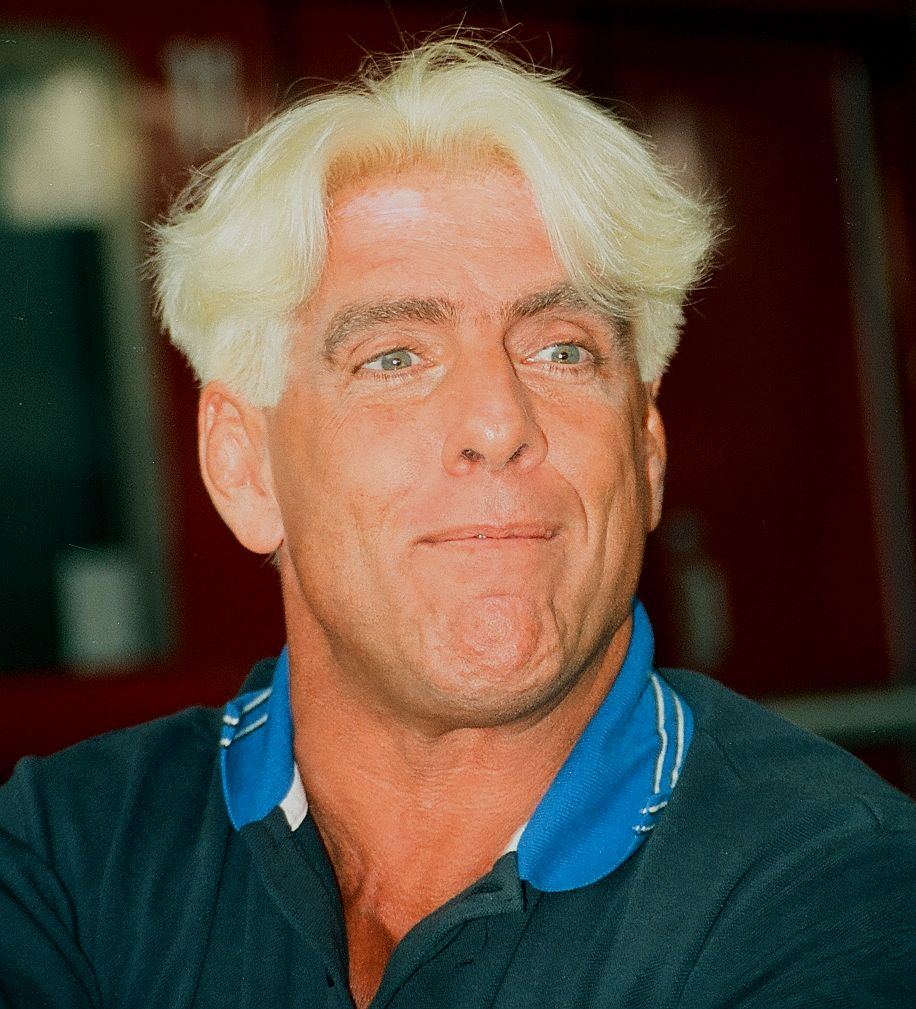
トレードマークの金髪（1996年）

1993年2月にWWFを離脱、ベビーフェイスとしてWCWへ復帰してフォー・ホースメンを再結成した。また、トークの才能を活かしてインタビューコーナー "A Flair for the Gold" のホストも担当。旧敵スティングともタッグを組み、ベイダーやリック・ルードと抗争した。
1994年にホーガンがWWFから移籍してくると、ヒールに戻って頂上対決を再開。WWFでは両者のPPVでの直接対決は実現しなかったが、同年7月17日の "Bash at the Beach" および10月23日の "Halloween Havoc" において、ホーガンとのWCW世界ヘビー級王座戦（後者はスチール・ケージ・マッチ）が行われた。
1996年からは、ホーガンが同じくWWFからの移籍組であるケビン・ナッシュやスコット・ホールらと結成したnWoとの抗争を開始。1998年にはリング外でのエリック・ビショフとの対立からWCW離脱寸前の状態になるも、アーン・アンダーソンの慰留により残留。以降、WCWには崩壊まで所属していたが、ビショフら首脳陣およびホーガンやナッシュらのグループとの確執は激しく、扱いも悪くなっていった。脚本家のビンス・ルッソーがWWFから移籍してからは、その傾向がさらに顕著になり、馬鹿馬鹿しいストーリーに対するモチベーションの消失およびトレーニング意欲の低下など、精神的・肉体的な理由から一時期はセミリタイア状態であった。
2001年3月26日放送の『マンデー・ナイトロ』最終回ではメインイベントでスティングと対戦したが、この時もコンディションは非常に悪く、体型を隠すためにTシャツを着たまま試合を行った。

### WWE

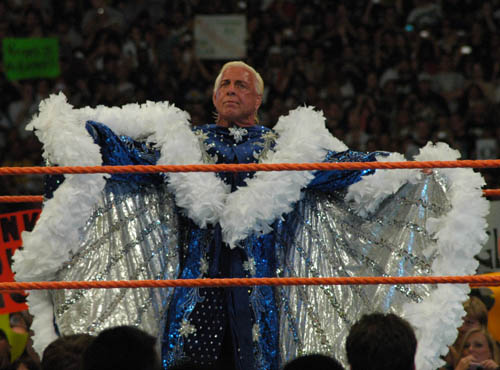
レッスルマニア24での入場シーン（2008年）

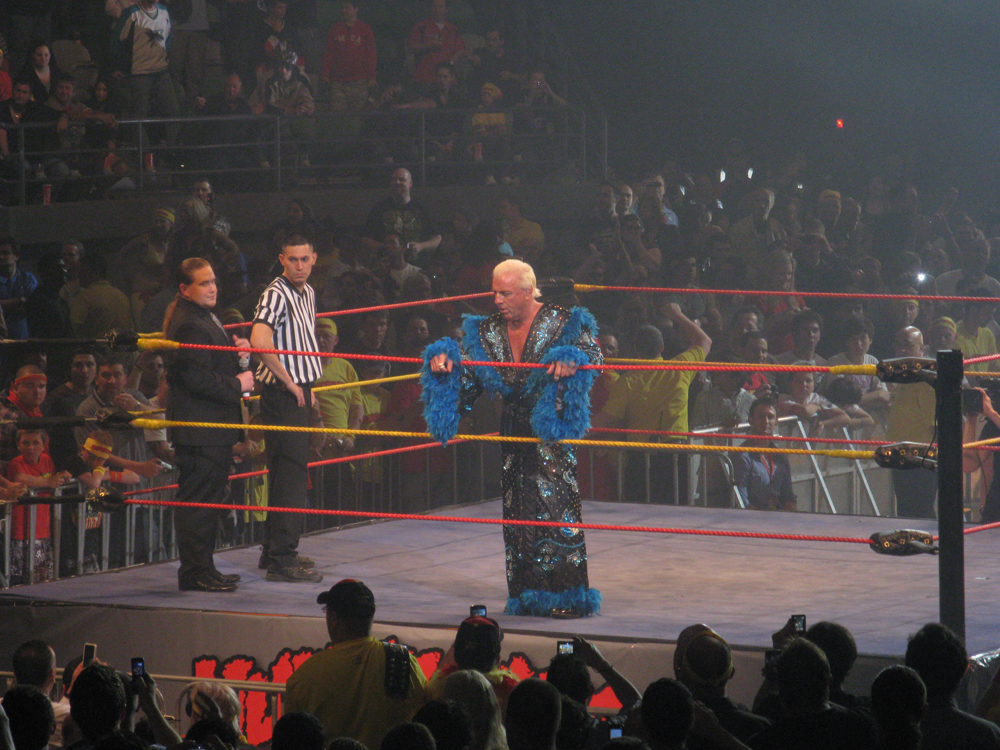
2009年、オーストラリアにて行われたハルカマニア

WCW消滅後、2001年末よりWWEに所属する。50%の株式を保有するビンス・マクマホンとのWWE共同経営者というギミックを与えられ、マクマホンと反目するベビーフェイスとして活躍した。2002年のレッスルマニア18ではジ・アンダーテイカーと対戦、同年WWEがブランド分けを行った際にはRAWのオーナーとなってアンダーテイカーをドラフト1位指名し抗争を継続した。その後はヒールに戻り、2003年には、トリプルH、バティスタ、ランディ・オートンと共にヒールのユニット、エボリューションを結成した。
エボリューションのフェードアウト後、2005年8月にショーン・マイケルズと組んでフェイスターン。カリートやクリス・マスターズと抗争後、10月のWWEホームカミングからはトリプルHとの抗争に入った。トリプルHとの抗争はサバイバー・シリーズまで続いた。サバイバー・シリーズ後はプライベートで起こした交通トラブルをエッジがあげつらったことをきっかけに抗争を開始した。
2006年11月5日のサイバー・サンデーでは、抗争中だったスピリット・スクワッド（ケニー&マイキー）の持つ世界タッグ王座に、ファン投票で選ばれたパートナーのロディ・パイパーと組んで挑戦。足4の字固めでギブアップを奪い王座奪取を果たした。
2007年6月11日、RAWで行われたドラフトにより、RAWからスマックダウンに移籍。約2年ぶりにバティスタと同じブランドでの再会を果たす（リックの移籍を決めた試合を行ったのもバティスタである）。
移籍後、3か月の欠場を経て11月26日にRAWで復帰し「私は引退しない」と宣言した。この時、ビンス・マクマホンから「もし1試合でも負けたら強制的に引退とする」と通告されたため、以後の試合は日本遠征（2008年2月11日の有明コロシアム大会、2月12日の日本武道館大会）を含めてすべて「負けたら引退」マッチとなった（レッスルマニア前最後のRAWでの対戦相手はマクマホンだった）。
2008年は現役レスラーでは初めてWWE殿堂に迎えられたが、3月30日、フロリダ州オーランドにて開催されたレッスルマニア24にてショーン・マイケルズに敗れ、引退決定。翌日のRAWの放送で引退セレモニーが行われた。
引退後はWWEのエージェントとしてイベントや授賞式などに登場していたが、8月3日をもってWWEを退団。その後はWWE、ROH、インディー団体などにゲストで登場（試合はしない。ただし乱入はする）。2009年に入り、クリス・ジェリコによる映画『レスラー』の主演ミッキー・ロークへのアングル上での批判に端を発したジェリコ対レジェンズ（フレアー、パイパー、リッキー・スティムボート、ジミー・スヌーカ）の抗争ストーリーが組まれ、レッスルマニア25ではレジェンド軍のセコンドについた。また、大会前日のWWE殿堂式典では、殿堂入りを果たしたスティムボートのインダクターを務めた。
ジャッジメント・デイ以降はランディ・オートンとバティスタの抗争に関わる。これはオートンがエボリューション時代からの遺恨だとしてトリプルHやマクマホン家との抗争を経たもので、フレアーはオートンに再三自身と（引退したため正式な試合ではないが）闘うよう要求した。オートンはエクストリーム・ルールズ直前のRAWでのパーキング・ロット戦に同意、待ち伏せしたフレアーはオートンを叩きのめして衰えない存在感を見せつけたが、オートン率いるレガシーの介入により形勢逆転し、最後にはRKOを喰らった。

### WWE以降

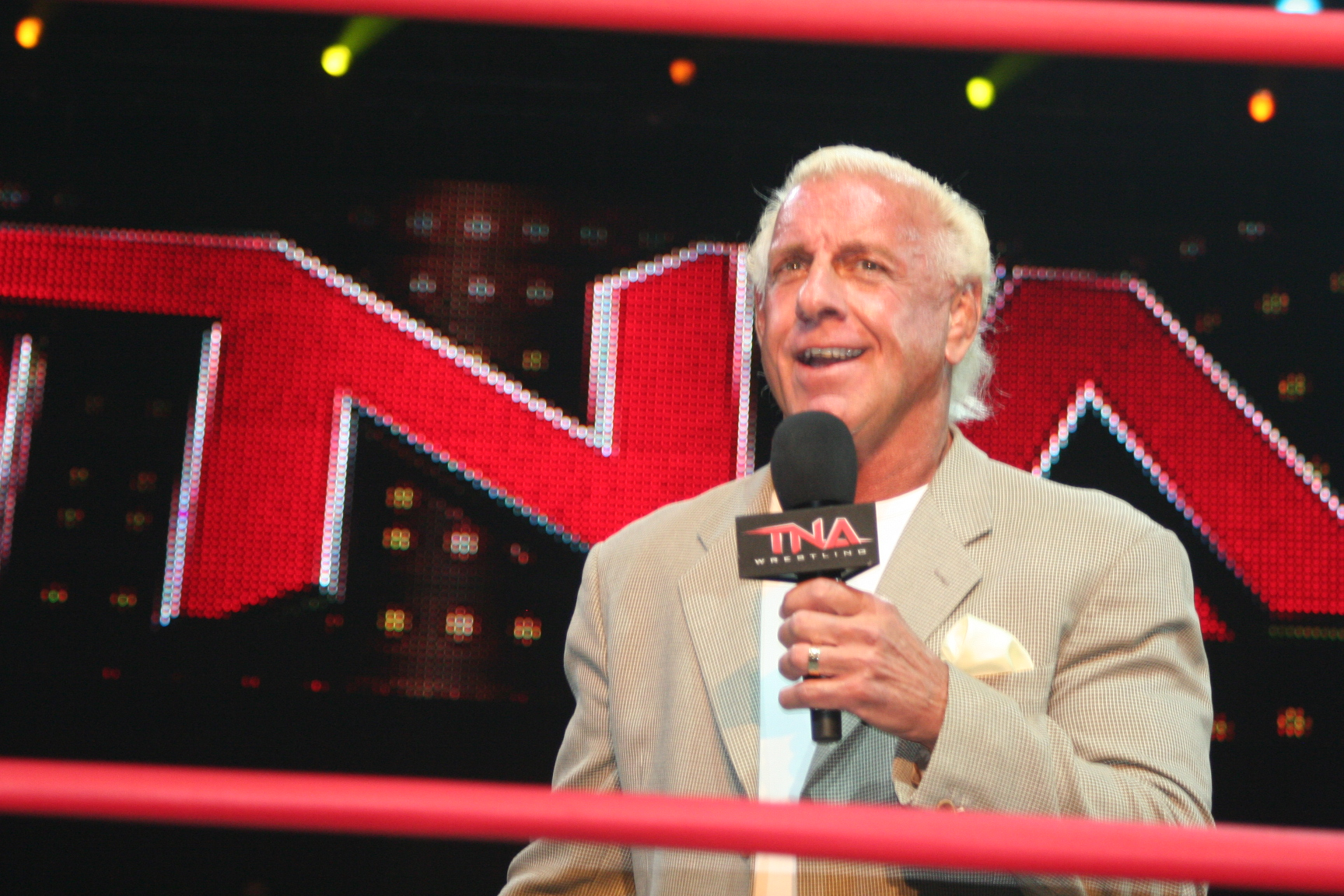
2010年、TNAに登場

再度WWEを離れた後はROHやインディー団体へのゲスト出場を経て、2009年11月にはハルク・ホーガンがオーストラリアにて開催したハルカマニアに参戦。約1年8カ月ぶりにリングに復帰し、メルボルン、パース、ブリスベン、シドニーにてホーガンとの連戦が行われた。
2010年1月よりTNAに登場し、A・J・スタイルズの指南役となって活動。4月18日のロックダウンではスティングやデズモンド・ウルフらをメンバーにチーム・フレアーを組織し、ホーガン率いるチーム・ホーガン（アビス、ジェフ・ジャレット、ロブ・ヴァン・ダム、ジェフ・ハーディー）との対戦を指揮した。同年下期からはスタイルズ、ウルフ、ビアマネー・インクらによるTNA版フォー・ホースメンのフォーチュン（Fortune）を結成、ユニットの総帥として活動した。
2012年、アーン・アンダーソン、タリー・ブランチャード、バリー・ウインダム、マネージャーのJ・J・ディロンと共に、フォー・ホースメンとしてWWE殿堂入り。2008年に続き、2回に渡って殿堂に迎えられた初の人物となった。

## 日本との関わり
初来日は1973年6月、国際プロレスの『ビッグ・サマー・シリーズ』である。AWAのブッキングによる来日だったが、当時は無名の存在であり、来日前に雑誌やパンフレットなどに掲載されていた写真は汚らしい赤毛に下品な口髭、ポッコリと出た腹など、かなり冴えないスタイルだった。しかし、実際に日本へ来た時には精悍な顔に口髭はきれいに剃り落とされ、髪型もダイナマイト・キッドを彷彿とさせるショート・ヘア、腹もシェイプアップされて関係者を驚かせた。同シリーズでは6月18日に市原で大位山勝三と来日第一戦を行い、6月26日には大館でラッシャー木村との金網デスマッチも行われた。フレアーはケージマッチへの出場はもとより、試合での流血もこの時が初めてであったと自著で述懐している。TV中継では、マイティ井上戦（6月30日）と寺西勇戦（7月10日）がTBS『TWWAプロレス中継』にて放送された（いずれも敗退）。なお、同シリーズには後にNWA世界王座を巡るライバルとなるダスティ・ローデスとディック・マードックのジ・アウトローズがエース格として参加していた。木村戦での流血も、彼らの指示によるものだったという。
二度目の来日となる1978年4月、NWAルートにより全日本プロレスに初参戦（『エキサイト・シリーズ』前半戦への特別参加）。当時のフレアーはすでにミッドアトランティック地区のトップスターであり、次期NWA世界王者候補として5年前の初来日時とは比較にならないほどの注目を集め、4月27日に青森県野辺地町にてジャンボ鶴田のUNヘビー級王座に挑戦した。同シリーズには初来日時に遥かに格上だったディック・マードックも参戦していたが、このシリーズでのフレアーはマードックと同等以上の大物扱いを受けた。
その後、NWA世界王者となった1981年10月、全日本プロレスへの再来日が実現（『ジャイアント・シリーズ』序盤戦への特別参加）。シリーズ中は天龍源一郎、テリー・ファンク、鶴田の3者の挑戦を受けている。以降もNWA世界王者として全日本プロレスに何度となく来日し、1982年から1987年にかけて鶴田、天龍、リッキー・スティムボート、ブルーザー・ブロディ、テッド・デビアス、ザ・グレート・カブキ、ハーリー・レイス、長州力、谷津嘉章、タイガーマスク、輪島大士らを挑戦者に迎えて3分容量防衛戦を行った。
その間、1984年5月7日にテキサス州フォートワースでケリー・フォン・エリックにNWA世界王座を奪われるも、同月24日に横須賀市総合体育会館にてケリーを破り、日本でタイトルを奪還。1985年10月21日には両国国技館にて当時のAWA世界王者リック・マーテルと、史上初になるNWAとAWAの世界ダブルタイトルマッチを闘っている（結果は両者リングアウト）。
1991年3月21日、WCWとの提携ルートで新日本プロレスに初参戦し、東京ドームにてIWGP王者藤波辰爾とのダブル・タイトル戦が実現した。1995年4月29日には、新日本が主催した北朝鮮でのプロレス興行『平和のための平壌国際体育・文化祝典』に出場、綾羅島メーデー・スタジアムにてアントニオ猪木とシングルマッチで対戦している。同年、新日本プロレスに再来日してG1 CLIMAXに初出場。1勝1敗1引き分けの成績となり、決勝進出はならなかった。1996年7月17日には当時、橋本真也が保持していたIWGPヘビー級王座に挑戦し、DDTでピンフォール負けを喫したが橋本を大いに翻弄した。また、武藤敬司がWCWでグレート・ムタとして活躍していた1989年から1990年にかけては、ムタはテリー・ファンク、フレアーはスティングをパートナーに抗争を展開し、連日のように対戦していた。
2002年3月1日、WWF横浜アリーナ大会『スマックダウン・ツアー・ジャパン』で久々に来日。リング上で挨拶を行った際、過去に日本で対戦したレスラーの名前を挙げた。順番に「ジャンボ鶴田」「天龍源一郎」「ブルーザー・ブロディ」「スタン・ハンセン」「テリー・ファンク」「ハーリー・レイス」「アントニオ猪木」「長州力」「蝶野正洋」「藤波辰爾」「ジャイアント馬場」「グレート・ムタ」の12選手である。なお、この時ゲストとして実況席にいた武藤には、フレアーが自ら手を差し向けて敬意を示した。また、2005年2月4日WWEテレビショーさいたまスーパーアリーナ大会『ROAD TO WRESTLEMANIA 21 JAPAN TOUR』ではショーン・マイケルズとシングルで対戦している。
2008年、WWE有明コロシアム大会（2月11日）・日本武道館（2月12日）大会のPRのため、クリス・ジェリコ、キャンディス・ミシェルとともに来日。司会を務めた草野仁からチョップを貰った。お返しはサイン入りのベルトだった。
2013年1月26日、全日本プロレスに息子のリード・フレアーと共に参戦した。急病で試合には出られずセコンドでの応援となった。

## 得意技

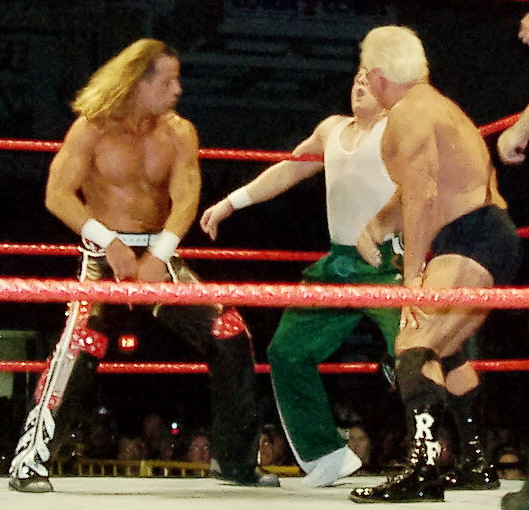
ショーン・マイケルズと共にバックハンド・チョップを放つフレアー（2006年）

フレアーは限られたムーブで客を沸かすことができるという点で、極めて高い技術を持ったプロレスラーであると目されている。攻勢時だけでなく、守勢の際にも観客を沸かせる定番ムーブを確立しており、一方的に攻められている局面であっても自らのムーブで相手や観客を自らのペースに引き込める上、単に歩いているだけでも観客に「Wooooo!!」のチャントを叫ばせることができる程であった。
また、どのような試合展開であっても、絶対に自分のキャラクター（ケーフェイ）を崩さない姿勢を徹底しており、例え負ける試合であっても相手を引き立たせ、自らの守勢のムーブもしっかりと決めて試合を終わらせる技量を併せ持っていた。

### フィニッシュ・ホールド
足4の字固め
フィニッシュで使う場合は相手の片足を掴んだ状態からフレアー・ムーブ（アピール）を行い、技をかける（実際には試合の流れを変える場面でよく使われる）。ロックを手で外されるのを防ぐのとダメージを増すために、「自ら体を捻る」のがフレアー式足4の字の特徴。
バックハンド・チョップ
一発浴びせる毎に観客がフレアーの決め台詞「Wooooo!!」と叫ぶのが通例。近年ではフレアーに敬意を表し、どのレスラーが放っても観客が「Wooooo!!」と叫ぶことが多い。
ナックル・パート
ヘッドロック・パンチ
相手をヘッドロックを極めながら相手の頭頂部へ連続パンチを繰り出す。
チョップ・ブロック
足4の字固めに移行するまでの足攻めで使用する技で、相手の背後から勢いを付けて膝裏の辺りにエルボーないしクローズラインを当て、相手の足にダメージを与える技。現在でも多用される。
バーティカル・スープレックス
滞空時間が長いことで有名。
反則攻撃
サミング、ローブロー、噛みつき、ロープやタイツを掴んでのフォールなど。
ハードコア・レスリングで流血した際には「狂乱の貴公子」の名の通り、有刺鉄線バットなどの凶器を手に暴れ回ることもある。WWEのサマースラム2006でのミック・フォーリーとのアイ・クイット・マッチでは、試合中のアクシデントでブリキ製のゴミ箱に頭部を強打し、昏倒状態となったフォーリーに容赦なく有刺鉄線バットを打ち下ろし、フォーリーを庇うためにリングインしたディーヴァのメリーナ・ペレスに対してまで有刺鉄線バットで攻撃しようとする狂乱ぶりを見せつけた。
スクールボーイ
王座防衛を最優先させる際の奥の手。相手に攻めさせておいて、一瞬の隙をついて丸め込みピンフォールを奪う。日本では対輪島大士戦などで使用。

### 全盛期の得意技
ブレーンバスター
垂直落下式ブレーンバスター
スーパープレックス
ダブルアーム・スープレックス
史上初のNWA・AWAダブルタイトル戦となった1985年のリック・マーテルとの試合でマーテルをこの技で投げた。レスラーとしては中量級のフレアーだったが、マーテル、スティムボート、ザ・グレート・カブキのような、自分と体格があまり変わらない対戦相手には時折繰り出していた。
スリーパーホールド
バーン・ガニア直伝で、全盛期時のフレアーの隠れた必殺技。この技でダスティ・ローデス、イワン・コロフなどを絞め落としている。
ニー・クラッシャー
足4の字固めをフィニッシュにする場合、相手の足へのエルボーやこの技で徹底した足殺しを行ってから移行することが多い。この足殺しから足4の字固めの一連のムーブは武藤敬司に受け継がれている。
パイルドライバー
ドリル・ア・ホール式。時々リバースで返されるのもお約束のムーブである。
ベリー・トゥー・バック・スープレックス
ルー・テーズ型のものとよく対比される。
ダイビング・クロス・ボディ
この技でハーリー・レイスからNWA世界ヘビー級王座を奪取。フレアー自身が「ライバルでもあり、親友でもあるリッキー（スティムボート）が切り札に使ってて『格好いいなあ』と思っていた」（月刊デラックス・プロレスでのインタビューより）という、全盛期時のフレアーのお気に入りの技であった。
ニー・ドロップ
ショートレンジでゆっくりとしたモーションから相手の額や顔面に膝を落とす。ハーリー・レイスが同じようなニー・ドロップを得意としており、NWA世界王座を巡るレイスとの幾度の戦いから学んだものと思われる。足4の字固めをフィニッシュにする際は、このニー・ドロップを相手の膝関節、脛に落とすこともあった。

### やられ技

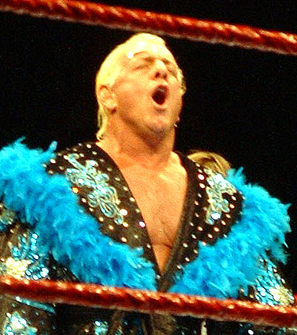

デッドリー・ドライブで投げられる
コーナーに登りダイビング攻撃を狙ったところを対戦相手に察知されて派手に投げつけられ、リングの中央付近まで跳躍しサマーソルト・ドロップのような体勢で着地するという定番ムーブ。ハーリー・レイスもジャイアント馬場との試合でよく見せていた。
投げられる前に相手に許しを請う（恐れおののいた表情で首や手を振る）のが基本。何の技を繰り出そうとしてコーナーに登ったのかは誰も知らないとさえいわれている。投げられる際タイツをつかまれて尻が丸出しになったまま飛んでいくことも度々だが、本人いわく「ハウス・ショー（テレビ中継がない大会）でしかやらない」とのこと。
2005年にフェイスターンした頃、コーナーダイビングはやられ技では無く確実に成功する技となったことがある。レッスルマニア24での引退試合では、投げられずにダイビング・クロス・ボディを決めた。
なお、対戦経験に乏しい相手の際には、コーナーポスト上で「どこを持って投げれば良いか」をフレアーが相手に「指導」しながら技を受けることもあった。実際、1991年の "WCW SuperBrawl I" での藤波辰爾戦では、コーナーポストに登ったフレアーのタイツを藤波が右手で掴んだ際、藤波の左腕をフレアーが取り、自らの胸元にあてがわせて「投げろ」と合図を送った後に投げられる局面が見られた。
前のめり受身（フェイス・ファースト・バンプ）
相手の連続攻撃を食らったあとに、フラフラ歩いて前方に倒れる。「顔面受け身」とも呼ばれ、倒れるモーションで観客を沸かせてしまうというフレアーならではのれっきとした「見せ場づくりの技」である。
なお、このムーブがフィニッシュとなった試合もある。2010年10月7日にインパクト・レスリングで行われたミック・フォーリーとのラストマン・スタンディング・マッチでは、互いに大流血する壮絶なハードコア・レスリングの果てに、折畳テーブル上に寝かせたフォーリーにフレアーが珍しくコーナーポストからのダイビング・ボディ・プレスを決め、観客の誰もがフレアーの勝利を確信したものの、立ち上がった次の瞬間「大量の画鋲が散乱した」マット上にフェイス・ファースト・バンプで倒れ込んで敗退。フレアーの真骨頂を見せ付ける結末となった。
コーナーに投げられ、そのまま1回転して場外転落（ターンバックル・フリップ）
後にショーン・マイケルズなども行っている。1回転してエプロンサイドに立ち、そのままコーナーに登ることもあった。
フレアー・ウォーク（ネイチ・ウォーク）
"元祖ネイチ" バディ・ロジャースの「ロジャース・ウォーク」を受け継いだ、伊達男を気取りながら大げさに歩くムーブ。この後に「Woooo!」とトレードマークの得意気な雄たけびを上げたり、起き上がった相手に反撃されたりする。
Oh, No!
不利になったときに両膝をついて相手に許しを乞う。または後ずさりをする。体勢としては両掌を顔の前に出し、首を左右に振る。この直後にサミングや急所攻撃をすることもしばしばで、ここから反転攻勢に移るのが定番の展開であった。

## 獲得タイトル
NWA
- NWA世界ヘビー級王座：10回
- NWA殿堂：2008年[51]

セントルイス・レスリング・クラブ
- NWAミズーリ・ヘビー級王座：1回

メープル・リーフ・レスリング

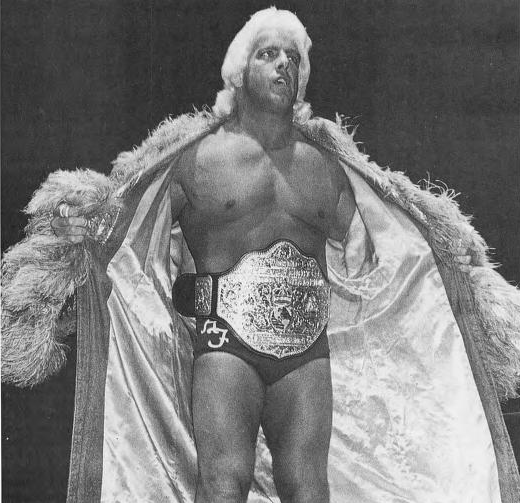
NWA世界ヘビー級王者時代（1986年）

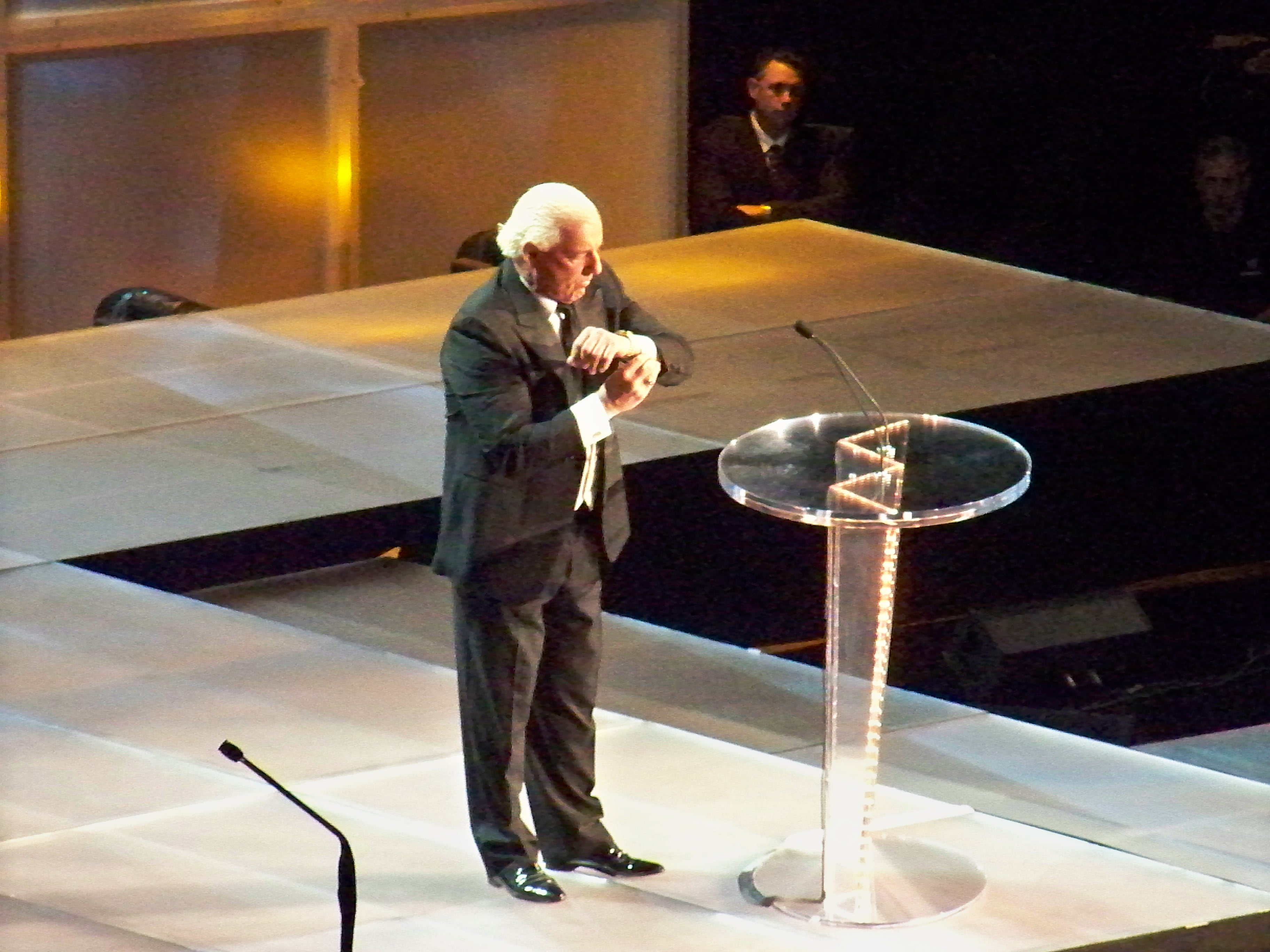
WWE殿堂入り式典にて（2008年）

- NWA USヘビー級王座（トロント版）：2回

ミッドアトランティック・チャンピオンシップ・レスリング
- NWA USヘビー級王座（ミッドアトランティック版）：5回
- NWAミッドアトランティック・ヘビー級王座：3回
- NWAミッドアトランティックTV王座：2回
- NWA世界タッグ王座（ミッドアトランティック版）：3回（w / グレッグ・バレンタイン×2、ブラックジャック・マリガン）
- NWAミッドアトランティック・タッグ王座：4回（w / リップ・ホーク、グレッグ・バレンタイン、ビッグ・ジョン・スタッド×2）

WCW
- WCW世界ヘビー級王座：7回
- WCWインターナショナル世界ヘビー級王座：2回
- WCW USヘビー級王座：1回

WWF / WWE
- WWF王座：2回
- WWE世界タッグ王座：3回（w / バティスタ×2、ロディ・パイパー）
- WWE IC王座：1回
- ロイヤルランブル優勝：1992年
- WWE殿堂：2008年、2012年（2012年度はフォー・ホースメンの1人として）

## 入場曲
- Also sprach Zarathustra（Richard Georg Strauss）
- The Four Horsemen's Theme
- Evolve
- Line In The Sand（Motorhead）
- ギャラクシー・エクスプレス/国吉良一（NWA世界ヘビー級王者時代、全日本プロレス限定）
- Charge（1991年3月　新日本プロレス東京ドーム大会で使用。以後、新日本プロレス限定で継続使用）
- Recogniton

## 著書
- リック・フレアー、キース・エリオット・グリーンバーグ『リック・フレアー自伝 トゥー・ビー・ザ・マン』エンターブレイン、2004年。ISBN 4757721536。

## 追記

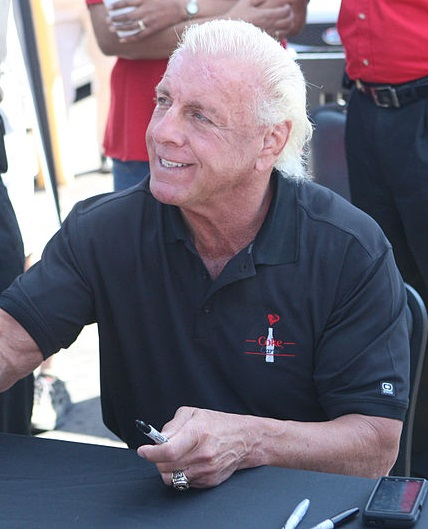
2010年

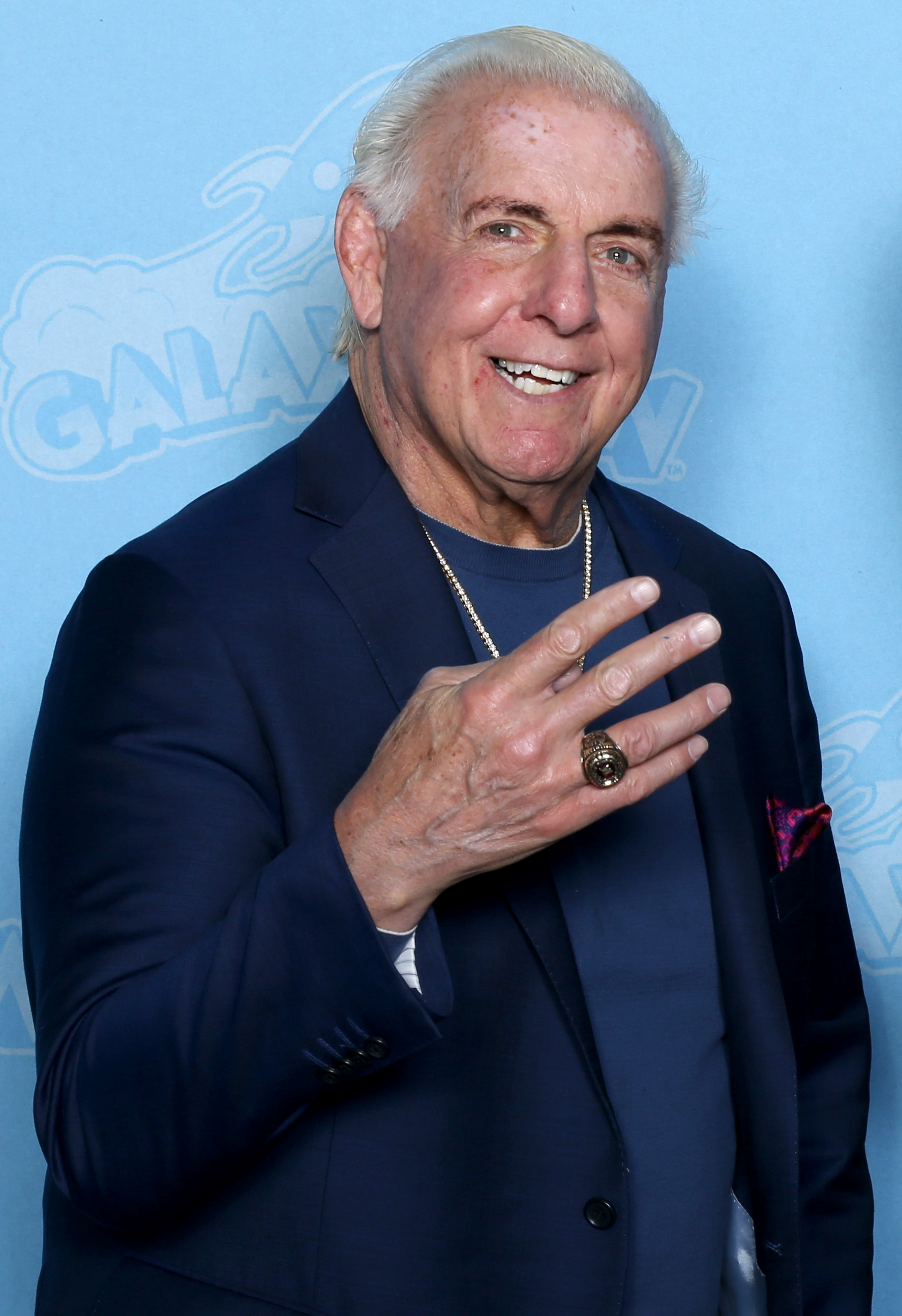
2019年

- キャッチフレーズは "To be the man, you gotta beat the man!" [52]。「男たる者、戦い制して一人前」などと訳された。
- 1980年代のNWA世界王者時代、フレアーはジム・クロケット・プロモーションズと専属契約を結んだ。これによってクロケット・プロがNWA内での発言力を高めたために連盟のパワーバランスが崩れ、NWA崩壊の一因となったといわれる。
- セスナ機墜落事故の恐怖により、背中から受身を取ることができなくなった。後年もデッドリー・ドライブやショルダースルーなど落下系の技を受ける際は肩を下にして斜めに受身を取っていた。このため、2002年のレッスルマニアX8でジ・アンダーテイカーと対戦した際は、ラスト・ライドではなくツームストーン・パイルドライバーをフィニッシュに受けることになった。
- 若手の頃から金遣いの荒さは有名で、財布やポケットに現金があると使わないと気が済まない性格だそうである。NWA王者として全日本プロレスに来日した際、試合後に同僚の外国人レスラー、全日本の若手レスラー、さらにはジョー樋口などのレフェリー・リングアナ・居残っていた営業や裏方までを引き連れて、赤坂の高級クラブに飲みに出かけた。すべてフレアーの奢りということで全員遠慮なく飲み食いしまくったが、その額は300万円以上におよび、ジャイアント馬場からたしなめられたという[53]。
- ただ上記のようなエピソードに関しては、フレアー自身の金遣いの荒い浪費家の部分は勿論だが「自分はトップ、世界王者なのだから自分より稼ぎの少ないレスラーや裏方達に酒や食事を奢るくらいは当然だよ」という気持ちもあった。天龍源一郎はインタビューで「彼の試合展開は正直好きじゃなかったけど」と前置きしながらも「誰に対しても同業者のレスラーに対しては常に敬意を払うことを忘れなかったし、トップだから稼げないレスラーにご馳走するというのを徹底している人だった」と自身がアメリカ修行時代にフレアーに世話になったことを交えて「フレアーには『プロとは…』というのを身を持って教えられたよ。それから『トップは優しくあれ』というのをね」と語っている[54]。
- テレビ東京で放送されていた『世界のプロレス』におけるフレアーの自宅訪問において、自宅の玄関や応接間には夫人が「絨毯が汚れる」という理由でビニールが敷かれていたという。しかも2階の寝室の取材も断られ、これを見た『世界のプロレス』スタッフは呆れ返っていたという[55]。
- 1983年、ハーリー・レイスにNWA世界王座を奪われ無冠となったフレアーは、年末の全日本の世界最強タッグ決定リーグ戦に3日間だけ特別参加し、ジャンボ鶴田のインターナショナル・ヘビー級王座に挑戦の予定だった。ところが来日直前にレイスからNWA世界王座の奪回に成功し「NWAの『世界』王者がワンランク下であるインターナショナル王者に挑戦するのはナンセンスだ」というNWA本部の勧告により、試合は急遽30分一本勝負の「世界王者フレアー対インターナショナル王者鶴田」のエキシビションマッチとしてノンタイトル戦で行われた[56]。結果は30分時間切れ引き分けだったがフレアーは試合内容には満足できたようで、週刊プロレス誌において「俺だってジャンボと互角のファイトができるレスラーだってこと、これで日本のファンにも分かって貰えただろ?」などとコメントしていた。
- 1985年2月、新日本プロレスはハワイ遠征を行った。その興行にフレアーも出場し、ケリー・フォン・エリックを相手にNWA世界王座を防衛した[57]。東京スポーツは現地でのフレアーとアントニオ猪木の初対面を実現させ「猪木、フレアー約束NWA戦」「ハワイ会談で意気投合」「新日にも上がりたい」の見出しでその記事を掲載した。それを見た馬場は、東京スポーツに対して抗議の電話を入れたという[58]。
- 「16回の世界王者」と呼ばれるが、NWA王座からWCW王座への過渡期は系譜が非常に曖昧なため、実際には19回とカウントすることも出来る。またWCW所属時にはWWF王座歴をカウントせずに「14回の世界王者」と名乗っていた。
- 数々の「やられ芸」を持つフレアーだが "Oh, No!" のポーズは初代ネイチャーボーイのバディ・ロジャース、「前のめり受身」「コーナー上からのデッドリードライブ」はレイ・スティーブンス、そして「尻出し」はディック・マードックがそれぞれ得意としていたものを受け継いだものである。
- 定番アピールの "Wooooo!" は元々ジェリー・リー・ルイスが『火の玉ロック』の曲中でやっていたものを真似し、自分流にアレンジしたものである。
- 自身がロジャースらから影響を受けたのと同様、フレアーが影響を与えたレスラーも数多いが、フレアーのイミテーションをギミックとしていたバディ・ランデルをはじめ、チック・ドノバン、テリー・テイラー、ジョン・テータム、ジャック・ビクトリーらは容姿やコスチュームなどのビジュアル面に至るまでフレアーをコピーしていた。
- フレアーはニーパッドを膝からやや下にずらして着用しているが、これは得意技の足4の字固めのグリップを高めるための工夫である。
- 2003年、3枚組のトリビュートDVD『The Ultimate Ric Flair Collection』が発売された。
- 2004年、自伝『Ric Flair: To Be The Man』を発表。
- 2004年にレイス、2005年にはロディ・パイパー、2015年には藤波辰爾のWWE殿堂入り式典において、彼らを紹介して盾を授与するインダクターを担当した。